# هامبتون أند ريتشموند بورو
نادي هامبتون أند ريتشموند بورو (بالإنجليزية: .Hampton & Richmond Borough F.C)‏ هو نادٍ إنجليزي لكرة القدم مقره في ضاحية هامبتون، في لندن بورو ريتشموند أبون تايمز.
لا يزال هامبتون أند ريتشموند بورو هو نادي كرة القدم الوحيد رفيع المستوى الذي يمثل حي ريتشموند على نهر التايمز، ولكن يمكن القول أنه يعاني من الحضور بسبب شعبية اتحاد الرجبي في البلدة. يمتلك النادي قاعدة دعم أساسية من حوالي 600 إلى 800 شخص.